# Вадерн
Вадерн (нем. Wadern) — город в Германии, в земле Саар. 
Входит в состав района Мерциг-Вадерн. Население составляет 16,5 тыс. человек (2010). Занимает площадь 111,17 км². Официальный код  —  10 0 42 116.
Город подразделяется на 14 городских районов.

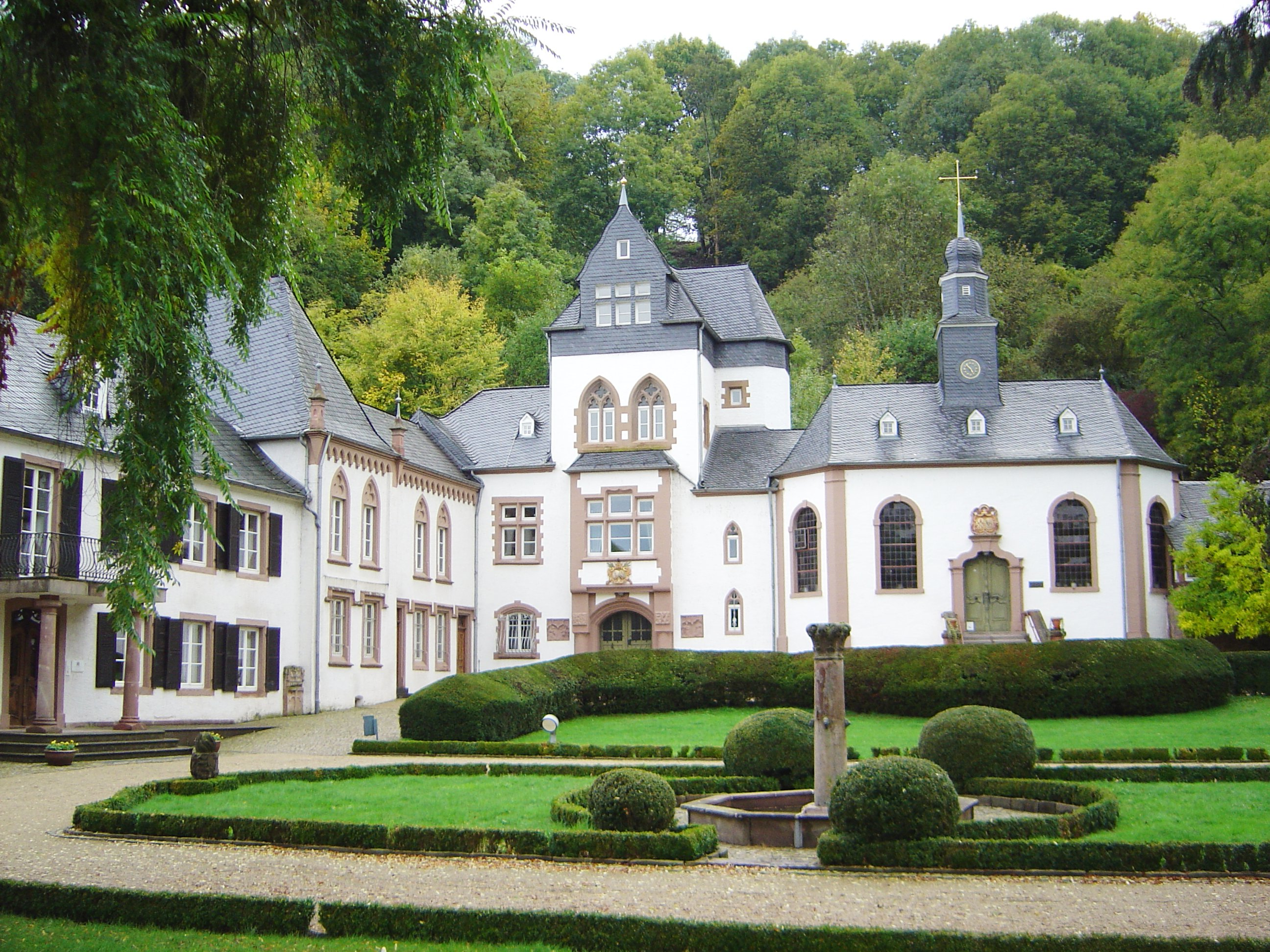
Замок